# Драгиња Ђурић
Драгиња Ђурић једна је од најпознатијих банкарки у региону. Рођена је у 7. септембра 1955. године у Сињу у Далмацији, а живи и ради у Србији. На челу Банке Интеза налази се од 2001. године, прво у својство генералног директора, а од 2005. године на функцији председника Извршног одбора Банке Интеза. По анкетама и анализама домаћих медија у неколико наврата нашла се у друштву најуспешнијих и најутицајнијих пословних личности у Србији.

## Биографија

### Образовање
Драгиња Ђурић је по професији економисткиња. Дипломирала је на Економском факултету у Београду 1979. године. Магистрирала је на Факултету организационих наука (ФОН) у Београду у области Менаџмент и финансијски ризици 2009. године. Говори енглески и француски језик.

### Професионално искуство
Након студија Драгиња се запослила на позицији руководитељке Сектора за план, анализу и расподелу и стручне сараднице у сектору за план, анализу и расподелу у институцији Хемијска индустрија Панчево. Године 1982. постаје генерална директорка Службе друштвеног књиговодства Југославије. На позицији заменице генералног директора Делта Банке запошљена је у периоду од 1998. до 2001. године. Од 2005. године до данас Драгиња је председник Извршног одбора Банке Интеза.
Под вођством Драгиње Ђурић Банка је постала део међународне групације, успешно је реорганизовала своје пословање и прилагодила га политикама и стандардима матичне групе, те ускладила са међународним принципима банкарског пословања. Поред обавеза у Банци, Драгиња Ђурић обавља функцију заменика председника Надзорног одбора Привредне банке Загреб, а члан је и Скупштине привредне коморе Србије, представништва Савеза економиста Србије, као и председник Одбора за банкарство Привредне коморе Србије. Уз то, Драгиња је члан Савета Факултета организационих наука, члан Удружења корпоративних директора, као и представник Банке Интеза у Америчкој привредној комори и Савету страних инвеститора.

### Награде и признања
- Банкар деценије по оцени Клуба привредних новинара Србије (2011)
- Банкар године у избору Економист медиа групе, Београд (2008, 2009, 2010)
- Банкар године у Србији, Finance Central Europe, Лондон (2003, 2004, 2005, 2006, 2007, 2008, 2009)
- Признање Капетан Миша Анастасијевић у категорији Банкар године, Медија инвент и Привредна комора Србије, Панчево (2007)
- Награда Планета Бизнис, Економетар и Магазин бизнис (2011, 2013, 2014)
- Laureat врлине, Мокрогорска школа менаџмента (2014)
- Орден за заслуге Републике Италије (2011)
- Орден Свете царице Милице - Преподобне Евгеније, Свети архијерејски синод Српске православне цркве (2014)

Досадашњи развој банке награђен је низом домаћих и иностраних признања, попут награде за банку године у Србији коју је шест пута доделио реномирани финансијски магазин The Banker, пет награда за најбољу банку у Србији коју јој је указао познати светски часопис у области финансија и банкарства Euromoney, као и две узастопне награде за најбољу банку у Србији магазина Global Finance.